# All the Little Lights
All the Little Lights — четвертий студійний альбом англійського співака і автора пісень Passenger, представлений 24 лютого 2012 року під лейблами Black Crow Records і Nettwerk. До лімітованого видання також входить другий диск із акустичними версіями восьми оригінальних пісень альбому.

## Список пісень
Автор музики і слів Майк Розенберг. 
| #   | Назва                                       | Тривалість |
| --- | ------------------------------------------- | ---------- |
| 1.  | «Things That Stop You Dreaming»             | 3:35       |
| 2.  | «Let Her Go»                                | 4:13       |
| 3.  | «Staring at the Stars»                      | 3:24       |
| 4.  | «All the Little Lights»                     | 3:56       |
| 5.  | «The Wrong Direction»                       | 3:41       |
| 6.  | «Circles»                                   | 3:12       |
| 7.  | «Keep on Walking»                           | 4:08       |
| 8.  | «Patient Love»                              | 3:11       |
| 9.  | «Life's for the Living»                     | 4:34       |
| 10. | «Holes»                                     | 3:33       |
| 11. | «Feather on the Clyde»                      | 5:02       |
| 12. | «I Hate» (Live from The Borderline, London) | 3:33       |

| Диск 2 лімітованого видання | Диск 2 лімітованого видання         | Диск 2 лімітованого видання |
| #                           | Назва                               | Тривалість                  |
| --------------------------- | ----------------------------------- | --------------------------- |
| 1.                          | «Let Her Go» (акустична)            | 4:27                        |
| 2.                          | «Staring at the Stars» (акустична)  | 2:44                        |
| 3.                          | «All the Little Lights» (акустична) | 3:19                        |
| 4.                          | «Circles» (акустична)               | 3:08                        |
| 5.                          | «Keep on Walking» (акустична)       | 3:55                        |
| 6.                          | «Patient Love» (акустична)          | 3:19                        |
| 7.                          | «Life's for the Living» (акустична) | 4:29                        |
| 8.                          | «Feather on the Clyde» (акустична)  | 3:46                        |

## Учасники запису
Passenger
- Майк Розенберг — вокал, акустична гітара, омнікорд (треки 1, 3, 5)

Додаткові музиканти
- Стю Ларсен — бек-вокал
- Джорджія Муні — бек-вокал
- Стюарт Хантер — фортепіано, клавіші, синтезатори
- Кемерон Анді — бас
- Керрі Мартін (скрипка), Мадлен Буд (скрипка), Шеллі Соренсен (альт), Жанін Буббов (віолончель) — струнні (треки 1, 2, 3, 6)
- Джеймс Стіндам — аранжування струн (треки 1, 2, 3, 6)
- Гленн Вілсон — ударні (треки 1, 2, 3, 9, 10)
- Деклан Келлі — ударні (трек 5)
- Тім Харт — ударні (треки 4, 7, 8), банджо (треки 3, 6, 9), мандоліна (трек 6)
- Джесс Чампа — ударні (треки 3, 6, 8, 11)
- Люсіан МакГінес, Саймон Ференсі, Сем Голдінг — духові (треки 3, 7, 9, 10, 11)
- Алан Дейві — труба (трек 5)

## Чарти
| Чарт (2012–13)                                       | Найвища позиція |
| ---------------------------------------------------- | --------------- |
| Австралія Australian Albums (ARIA)                   | 2               |
| Австрія Austrian Albums (Ö3 Austria)                 | 6               |
| Бельгія Belgian Albums (Ultratop Flanders)           | 7               |
| Бельгія Belgian Albums (Ultratop Wallonia)           | 45              |
| Канада Canadian Albums (Billboard)                   | 14              |
| Данія Danish Albums (Hitlisten)                      | 9               |
| Франція French Albums (SNEP)                         | 46              |
| Нідерланди Dutch Albums (MegaCharts)                 | 3               |
| Німеччина German Albums (Offizielle Top 100)         | 6               |
| Ireland (IRMA)                                       | 2               |
| Italian Albums (FIMI)                                | 30              |
| Нова Зеландія New Zealand Albums (Recorded Music NZ) | 9               |
| Норвегія Norwegian Albums (VG-lista)                 | 7               |
| Польща Polish Albums (ZPAV)                          | 49              |
| South African Albums (RISA)                          | 13              |
| Іспанія Spanish Albums (PROMUSICAE)                  | 13              |
| Швеція Swedish Albums (Sverigetopplistan)            | 24              |
| Швейцарія Swiss Albums (Schweizer Hitparade)         | 5               |
| UK Albums (OCC)                                      | 3               |
| США Billboard 200                                    | 26              |
| США Folk Albums (Billboard)                          | 1               |
| США Independent Albums (Billboard)                   | 3               |
| США Top Rock Albums (Billboard)                      | 5               |
| Billboard Heatseekers Albums                         | 1               |

| Чарт (2012)                  | Позиція |
| ---------------------------- | ------- |
| Dutch Albums (Album Top 100) | 50      |

| Чарт (2013)                        | Позиція |
| ---------------------------------- | ------- |
| Australian Albums (ARIA)           | 10      |
| Austrian Albums (Ö3 Austria)       | 24      |
| Belgian Albums (Ultratop Flanders) | 31      |
| Belgian Albums (Ultratop Wallonia) | 118     |
| Dutch Albums (Album Top 100)       | 14      |
| French Albums (SNEP)               | 129     |
| German Albums (Offizielle Top 100) | 16      |
| Swedish Albums (Sverigetopplistan) | 76      |
| Swiss Albums (Schweizer Hitparade) | 10      |
| UK Albums (OCC)                    | 19      |
| US Folk Albums (Billboard)         | 9       |
| US Independent Albums (Billboard)  | 42      |

| Чарт (2014)                        | Позиція |
| ---------------------------------- | ------- |
| Belgian Albums (Ultratop Flanders) | 146     |
| Dutch Albums (Album Top 100)       | 69      |
| Swedish Albums (Sverigetopplistan) | 82      |
| Swiss Albums (Schweizer Hitparade) | 94      |
| UK Albums (OCC)                    | 74      |
| US Billboard 200                   | 83      |
| US Folk Albums (Billboard)         | 1       |
| US Independent Albums (Billboard)  | 7       |
| US Top Rock Albums (Billboard)     | 15      |

| Чарт (2010—2019)         | Позиція |
| ------------------------ | ------- |
| Australian Albums (ARIA) | 81      |

## Сертифікації
| Регіон | Сертифікація  | Продажі   |
| --- | ------------- | --------- |
| Австралія (ARIA) | 2× Платиновий | 140 000^  |
| Австрія (IFPI Austria) | Золотий       | 10 000*   |
| Канада (Music Canada) | Платиновий    | 80 000^   |
| Данія (IFPI Denmark) | Платиновий    | 20 000    |
| Німеччина (BVMI) | Платиновий    | 200 000^  |
| Нідерланди (NVPI) | Платиновий    | 50 000^   |
| Норвегія (IFPI Norway) | Золотий       | 15 000*   |
| Швеція (IFPI Sweden) | Золотий       | 20 000    |
| Швейцарія (IFPI Switzerland) | Золотий       | 15 000^   |
| Велика Британія (BPI) | Платиновий    | 516,506   |
| США (RIAA) | Платиновий    | 1 000 000 |
| *продажі, що базуються лише на сертифікаціях · ^відвантаження, що базуються лише на сертифікаціях · продажі+прослуховування, що базуються лише на сертифікаціях |               |           |